# ذا إيلدر سكرولز
مخطوطات القدماء أو مخطوطات الأسلاف/القديمه (بالإنجليزية: The Elder Scrolls)‏ هي سلسلة ألعاب فيديو أكشن تقمص الأدوار فانتازية مطورة من قبل شركة بيثيسدا غيم ستوديوز ومنتجة من قبل شركة بيثيسدا سوفت ووركس ، تم البدأ في إنتاجها في سنة 1994 وأنتجت لأجهزة بلاي ستيشن وميكروسوفت ويندوز وإكس بوكس وأو إس 10 وإم إس-دوس وجافا بلاتفورم ميكرو إديشين وإن-جايج.

## وصلات خارجية
- ذا إيلدر سكرولز على موقع ميوزك برينز (الإنجليزية)

- الموقع الرسمي
- موسوعة مخطوطات الشيخ